# تيد كرايغ
تيد كرايغ (بالإنجليزية: Ted Craig)‏ هو مخرج أسترالي، ولد في 20 أبريل 1948 في ملبورن في أستراليا.